# Герб комуни Мельндаль
Герб комуни Мельндаль (швед. Mölndals kommunvapen) — символ шведської адміністративно-територіальної одиниці місцевого самоврядування комуни Мельндаль.

## Історія
Герб було розроблено для міста Мельндаль: У червоному полі срібна балка, над нею таке ж млинське колесо, а під нею — срібний серп лезом праворуч. Герб отримав королівське затвердження 1924 року.    
Після адміністративно-територіальної реформи, проведеної в Швеції на початку 1970-х років, муніципальні герби стали використовуватися лишень комунами. Цей герб був 1971 року перебраний для нової комуни Мельндаль.
Герб комуни офіційно зареєстровано 1974 року.
Однак 2016 року до герба владою комуни внесено зміни, хоча офіційної реєстрації цей варіант не отримав.

## Опис (блазон)
У червоному полі піднята срібна балка, з якої виходить таке ж млинське колесо.

## Зміст
Геральдична балка означає річку Мельндальсон. Млинське колесо символізує розвинуте млинарство. Серп уособлював сільське господарство.      